# マダバ地図
座標: 北緯31度43分3.54秒 東経35度47分39.12秒 / 北緯31.7176500度 東経35.7942000度

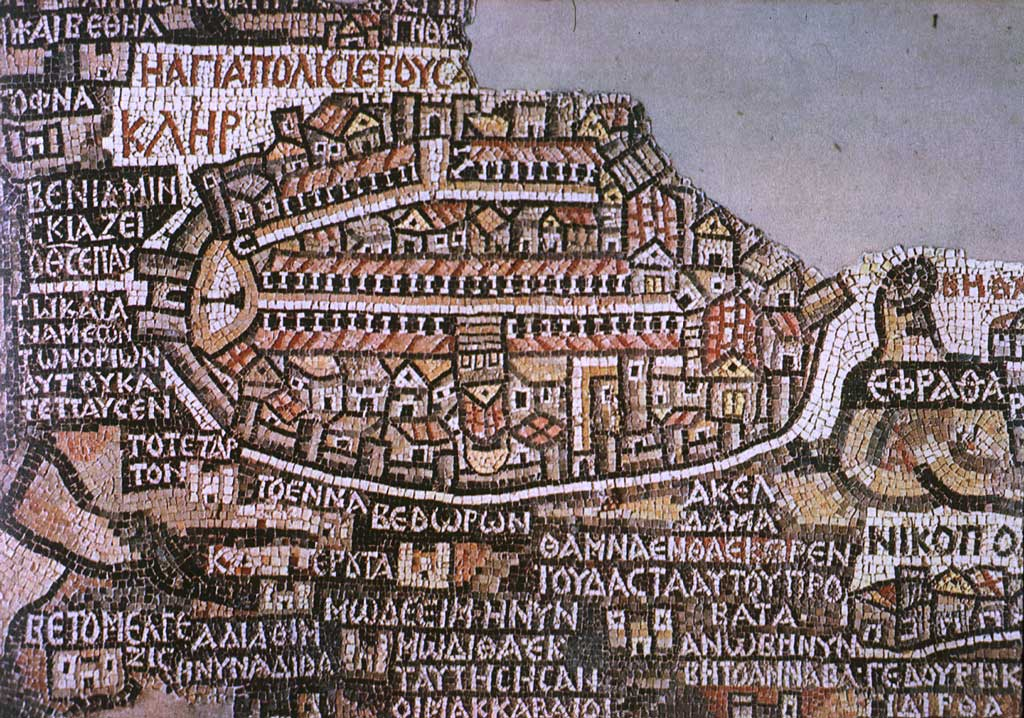
マダバ地図上のエルサレム

マダバ地図（マダバちず、英語: Madaba Map、マダバのモザイク地図、英語: Madaba Mosaic Map）は、ヨルダンのマダバに位置する聖ジョージ（聖ゲオルギオス）の初期ビザンティン教会にある床のモザイク部分である。マダバ地図は中東の地図であり、その部分は、残存する最も古い当初の地図製作においての聖地、特にエルサレムの描写を含んでいる。それは西暦6世紀にさかのぼる。

## 歴史

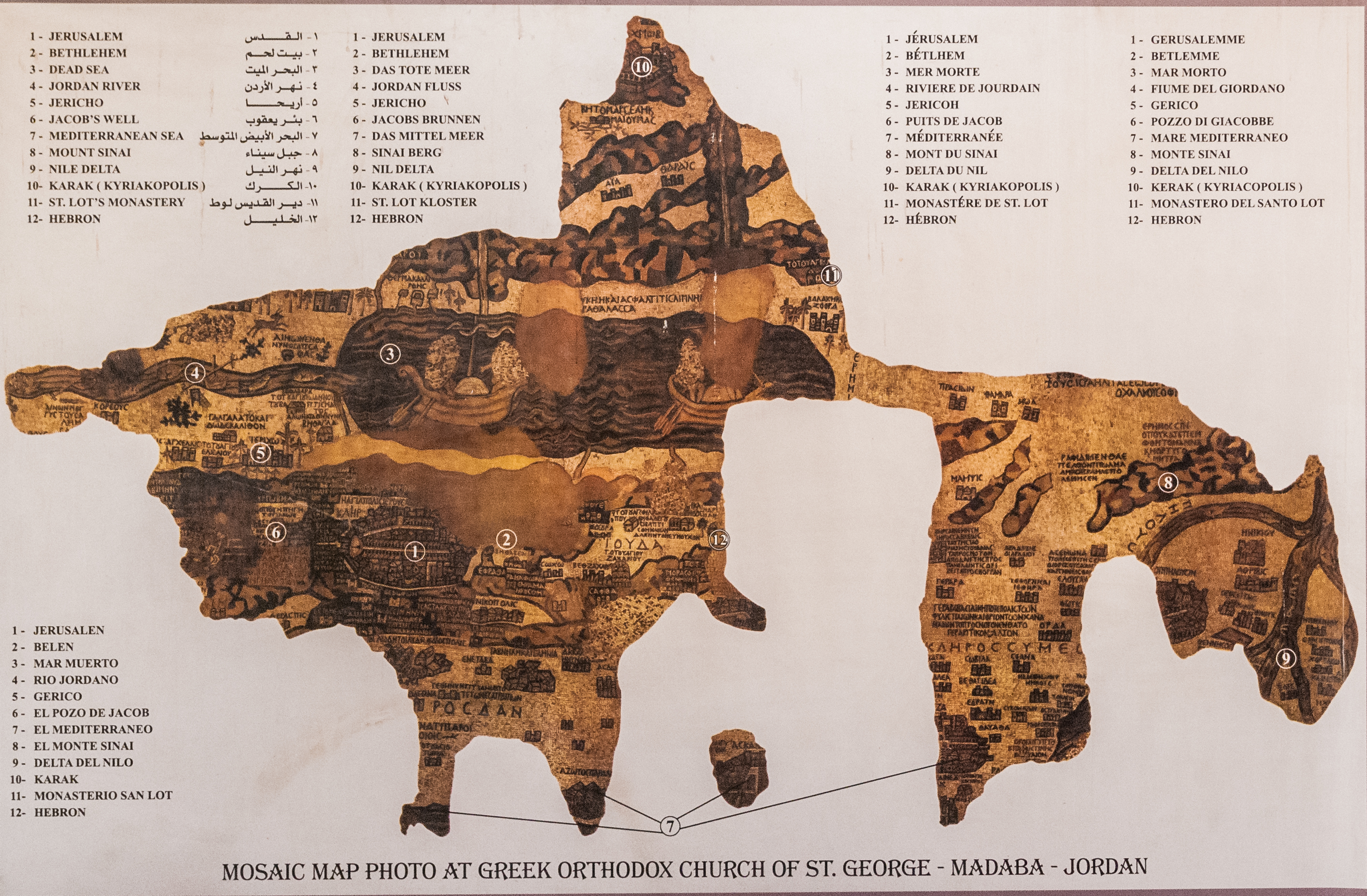
マダバ地図の複写

マダバのモザイク地図は、西暦542年11月20日に奉献された新（ネア、Nea）教会のあるエルサレムを描写している。西暦570年より後に、エルサレムに建設された建物は描かれていないことから、モザイクの作成時期は西暦542-570年の内に限定される。モザイクはおそらく、その時代の主教所在地であったマダバのキリスト教集団における、知られざる芸術家により作られた。
614年に、マダバはサーサーン朝ペルシア帝国によって征服される。西暦8世紀には、ムスリムのウマイヤ朝指導者が、モザイクから人や動物の姿を描いた部分を除去した。746年、マダバの町は地震により大部分が崩壊し、その後放棄された。
19世紀後半にマダバには再び人が住むようになった。モザイクは1884年、古代の教会の跡地に、新しいギリシア正教会の教会が建設された際に発見された。モザイク地図の大半は次の数十年のうちに、火災や新しい教会の活動、そして湿気の影響により破損した。1964年12月に、フォルクスワーゲン財団が、ドイツ・パレスチナ研究協会 (Deutscher Verein für die Erforschung Palästinas) に、モザイク保存のため 90,000 DM を賦与し、1965年には、考古学者の Heinz Cüppers および Herbert Donner が、モザイクの残された部分の修復および保存に着手した。

## 概要

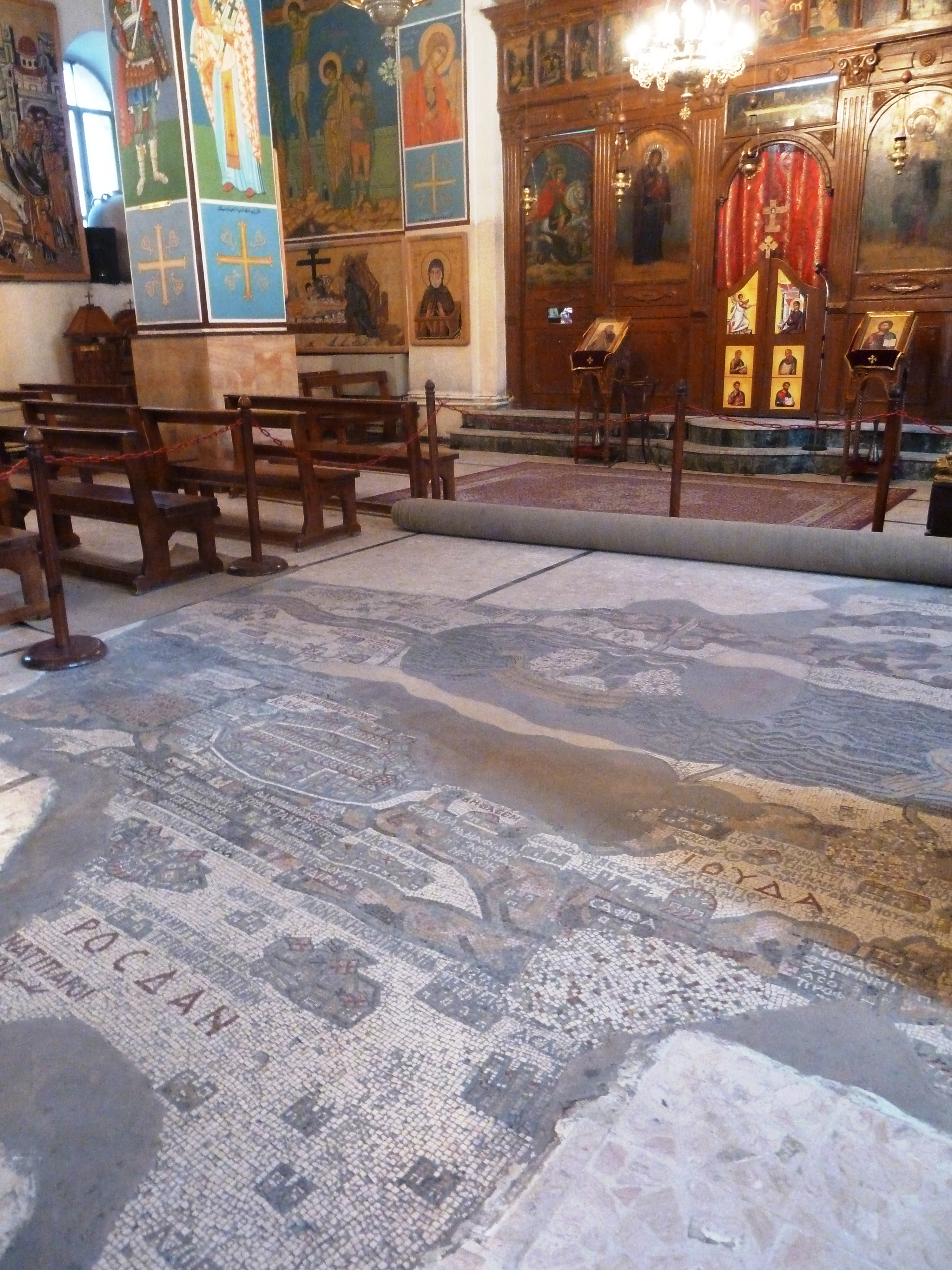
聖ジョージ教会の床にあるマダバのモザイク地図

床のモザイクは、マダバに位置する聖ジョージ教会のアプス（後陣）にある。それは現代の地図のように北向きではないが、地図上の場所の位置が実際のコンパス方位と一致するように、祭壇に向かって東に面している。当初の大きさは21×7mで、200万個以上のモザイク片（テッセラ、tesserae）が用いられていた。現在の寸法は16×5mである。

### 地形的表現

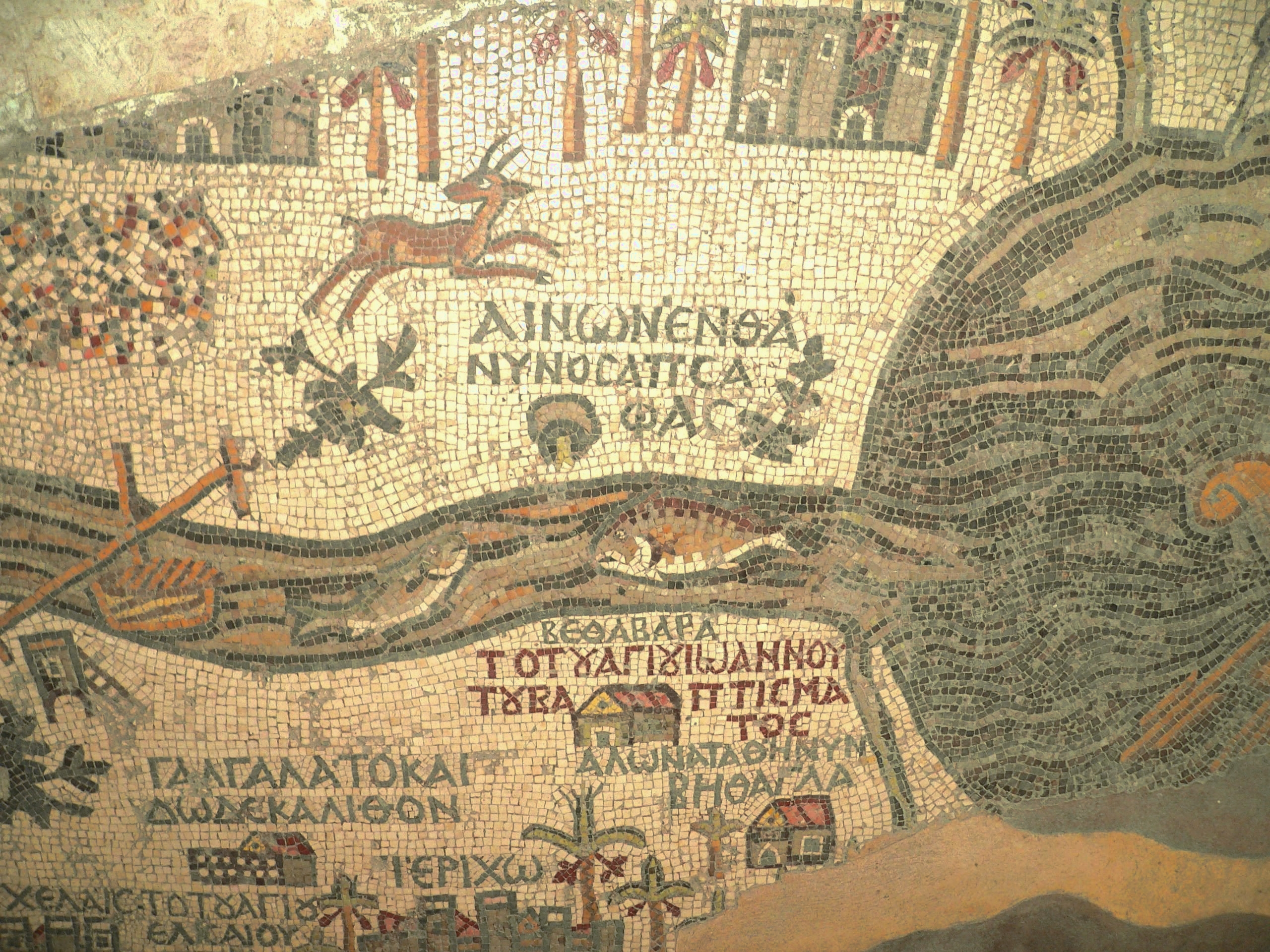
ヨルダン川の入口、死海から遠ざかる魚。ガゼルを追うライオン（ほとんど消されている）。

モザイク地図は、北のレバノンから南のナイル川デルタ、および西の地中海から東部砂漠までの地帯を描いている。いくつかある特徴のなかでも特に、その地図は死海を描写しており、2艘の漁船、ヨルダン川の両岸をつなぐ多様な橋、川で泳ぎ死海から遠ざかっている魚を示している。ライオン（聖像破壊運動の時期における無作為なモザイク片の挿入により、ほとんどそれと分からなくされた）はモアブの砂漠でガゼルを追い、ヤシに囲まれたエリコ、ベツレヘム、および聖書にあるその他のキリスト教地域がある。その地図は、一つに巡礼者の聖地における位置認識を手助けする役目をしたとも考えられる。風景画のすべての部分には、ギリシア語での説明とともに標識が付けられている。遠近法と、上からの眺めを折り重ねた組み合わせは、およそ150の町や村を描いており、それらはすべて標示付けされている。
地形の描写において、最大かつ最も詳細な構成要素は、地図の中心にあるエルサレムである。モザイクは、エルサレムの旧市街における多くの重要な建造物を明確に示している。ダマスカス門、ライオン門 (Lions' Gate)、黄金門 (Golden Gate)、シオン門 (Zion Gate)、聖墳墓教会、聖母マリアの新教会 (New Church of the Theotokos)、ダビデの塔、カルド・マクシムス。
モザイクによる都市地形図としてのはっきりとした描写は、ビザンティン時代のエルサレムにおける重要な情報源となる。さらに類のないものとして、ネアポリス、アシュケロン、ガザ、ペルシウム、カラクのような都市の細かな描写があり、それらのすべては、ほとんど道路地図と評されるに十分な詳細さがある。

## 科学的意義
マダバのモザイク地図は、美術史において知られる最古の地理学的な床モザイクである。それは聖書にある場所の所在確認と実証のために多く用いられる。地図に関する研究は、アシュケロンの地形上の位置の疑問に答える際に主要な役割を果たした（地図上のアシュケロン）。1967年の、エルサレムのユダヤ人地区での発掘では、マダバ地図によって示唆されたまさにその場所において、ネア教会やカルド・マキシムスが明らかにされた。
2010年2月の発掘では、エルサレムの中心を通る地図に描かれた道の発見とともに、その正確さをさらに立証した。地図によると、都市への入場口は広い目抜き通りへと通じる大きな門より通されていた。今まで考古学者は、往来する通行人の多さから、この地域を発掘することができなかった。しかし、ヤッファ門 (Jaffa Gate) 近くの公共施設整備作業を契機に、大きな舗装用の敷石が地下4メートルの深さにおいて発見されたことにより、そのような道が存在したことが証明された。

## 地図の複製
マダバ地図の複製品はゲッティンゲン大学の考古学研究所に収蔵されている。それは1965年、マダバでの保存作業の期間に、トリーアのライン州立博物館の考古学者により作成された。マダバ・モザイク学校の学生によって製作された複製は、ボンのアカデミー美術館 (Akademisches Kunstmuseum) の玄関広間にある。エルサレムのYMCAのロビーでは、床に地図のレプリカが取り入れられている。